# 二結製糖所
二結製糖所是一座曾經存在於臺灣宜蘭縣羅東鎮的製糖工廠。

## 沿革
二結製糖所，隸屬於大日本製糖株式會社，興建於1917年，每日壓榨甘蔗量為800公噸，於1943年停閉。

## 外部連結
- 台糖全球中文入口網（页面存档备份，存于）
- 糖業文化數位典藏計畫（页面存档备份，存于）
- 二結製糖所 - 台灣製糖工廠百年文史地圖（页面存档备份，存于）

## 延伸閱讀
- 蘭陽溪南二結地區區域發展研究，林宏仁（指導教授: 潘繼道），國立花蓮教育大學，2009（页面存档备份，存于）
- 大日本製糖株式會社二結製糖所 四輪甘蔗車 - 典藏臺灣（页面存档备份，存于）
- 二結村 - 宜蘭縣五結鄉公所（页面存档备份，存于）
- 二結紙廠殉職碑，國家文化資產資料庫